# Hipolit Przechadzki
Hipolit Wojciech Przechadzki herbu Prus III (ur. 8 września 1782 w Poznaniu, zm. 8 października 1847 w Wieruszowie) – oficer artylerii Armii Księstwa Warszawskiego i major Wojska Polskiego Królestwa Kongresowego, kawaler Krzyża Złotego Orderu Wojennego, urzędnik wydziałów skarbowych województwa kaliskiego.

## Życiorys
Hipolit Przechadzki wstąpił w 1806 r. do artylerii pieszej, w 1812 roku został podporucznikiem, w 1810 roku – porucznikiem, a w 1812 roku – kapitanem. W 1815 roku został przydzielony do kompanii 1 lekkiej artylerii pieszej. W 1820 roku odszedł z wojska w stopniu majora. 
W 1807 roku odbył kampanię przeciw Prusom, w 1809 – przeciw Austrii i w 1812 roku w Rosji.
Po wyjściu z wojska w 1829 roku był komisarzem taksacyjnym dóbr ziemskich przy Komisji Województwa Kaliskiego i mieszkał w Kaliszu. W 1831 i w 1834 roku był pisarzem Komory Celnej II Rzędu w Bolesławcu, w Wydziale Skarbowym Województwa Kaliskiego (Komisja Rządowa Przychodów i Skarbu) i tamże mieszkał, a od 1835 roku był pisarzem Komory Celnej II Rzędu w Wieruszowie, w Wydziale Skarbowym Województwa Kaliskiego. W 1847 roku pracował jako naczelnik Komory Celnej I Rzędu w Wieruszowie.
W jego nekrologu opublikowanym w Kurierze Warszawskim 31 października 1847 roku napisano:

W 25 roku [życia] wszedł do wojska do pułku artylerji pieszej b. Xięstwa Warszawskiego, od prostego żołnierza służył z poświęceniem, odbył kampanje w latach 1807, 1809 i 1812; w nagrodę zasług na polu bitwy wywalczonych dosłużył się stopnia Kapitana artylerji i krzyż złoty Orderu wojskowego mężnie jego piersi ozdobił. Z wrzawy wojennej, skołatany jej trudami, wrócił do zacisza domowego w roku 1820, z dymisją w randze Majora; [...] wypracował sobie po stopniach urząd Naczelnika Komory celnej Igo rzędu w Wieruszowie i na nim zawód ziemski skończył.

## Odznaczenia
Według nekrologu został odznaczony Złotym Krzyżem Orderu Wojennego, natomiast wg Uruskiego i Włodarskiego – Krzyżem Srebrnym tegoż orderu.

## Życie rodzinne
Hipolit Przechadzki był synem Marcina i Teresy z domu Drogońskiej. Jego rodzeństwem byli:
- Wincenty Dominik (1774–1853), dziedzic dóbr Wola Rożostowa[4] albo Wola Brzostowa[1] (powiat koniński), wylegitymowany w 1854 roku[4]. Był żonaty z Marianną z domu Potrykowską (1797–1892)
- Franciszek (ur. w 1785 roku) wszedł 1806 r. do wojska i w 1810  r. przeznaczony do artyleryi pieszej, został 1812 r. podporucznikiem; przeniesiony 1815 r. do 1 pułku piechoty liniowej, awansował 1819 r. na porucznika, a 1826 r. na kapitana w 7 pułku piechoty liniowej i w 1826 r. przeszedł do korpusu weteranów i inwalidów. Odbył kampanie: 1806–1807 r. przeciw Prusom, 1809 r. przeciw Austryi i 1812 r. przeciw Rosyi, gdzie dostał się do niewoli[1]
- Magdalena (zmarła w 1807 roku w wieku 16,5 lat).

Był żonaty z Emilią Zuzanną z domu Jasińską, ich dzieci to: 
- Aleksandra Emilia (ur. w 1831 roku), która poślubiła Antoniego Adolfa Myszkowskiego herbu Jastrzębiec
- Józefa (1833–1834)
- Wiktoria Scholastyka (ur. w 1834 roku)
- Tomasz Jan (ur. ok. 1838 roku), który w 1859 roku ożenił się z Zofią Pągowską.